# جاش فالکینگهام
جاش فالکینگهام (انگلیسی: Josh Falkingham؛ زادهٔ ۲۵ اوت ۱۹۹۰) بازیکن فوتبال اهل بریتانیا است.
از باشگاه‌هایی که در آن بازی کرده‌است می‌توان به باشگاه فوتبال لیدز یونایتد، باشگاه فوتبال دارلینگتون، باشگاه فوتبال هروگیت تاون، و باشگاه فوتبال سنت جانستون اشاره کرد.